# Homarinus capensis
Homarinus capensis е вид ракообразно от семейство Омари (Nephropidae), единствен представител на род Homarinus.

## Разпространение
Видът е разпространен в Южна Африка (Западен Кейп и Източен Кейп).